# In My Feelings
"In My Feelings" é um single do rapper e cantor canadense Drake. Foi enviada às principais estações de rádio americanas de formato rhythmic contemporary e contemporary hit  a 10 de julho de 2018 como o quinto single de Scorpion (2018), o quinto álbum de estúdio de Drake. "In My Feelings" foi composto por Drake, Benny Workman, James Scheffer, Orville Hall e Phillip Price. A canção usa amostras de "Smoking Gun", composta e cantada pela rapper falecida Magnolia Shorty, e "Lollipop" (2008), composta pelo intérprete Lil Wayne, Stephen Garrett, Darius Harrison, Jim Jonsin e Rex Zamor. Embora não creditado, o duo feminino City Girls contribuiu para a faixa com vocais adicionais, sendo seus membros também mencionados na letra. Musicalmente, "In My Feelings" se inclui nos géneros musicais hip hop e bounce.
A faixa foi recebida com opiniões mistas pela crítica especialista em música contemporânea, com alguns resenhistas destacando-a como um dos pontos altos de Scorpion, enquanto outros criticaram o artista pelo seu mau uso do bounce. Comercialmente, a obra alcançou grande sucesso, atingindo o primeiro posto das tabelas musicais de vários países, incluindo a Austrália, o Canadá, o Reino Unido e os Estados Unidos. "In My Feelings" se tornou no quarto número um de Drake como artista principal nos Estados Unidos (depois de "One Dance", "God's Plan" e "Nice for What") e o sexto número um da Billboard Hot 100 com a participação vocal creditada de Drake (depois de "What's My Name?" e "Work", singles de Rihanna), liderando aquela parada de êxitos durante dez semanas. O sucesso comercial da faixa na América do Norte foi creditado à "viralização" do movimento #InMyFeelingsChallenge, promovido pelo comediante Shiggy.

## Antecedentes e lançamento
Em 5 de abril de 2018, Drake anunciou que já se encontrava nos processos finais da produção do seu quinto álbum de estúdio, Scorpion. No dia seguinte, "Nice for What" foi lançado como o segundo single do mesmo. Este lançamento foi acompanhado de um vídeo musical para a obra. Após "Nice for What" substituir "God's Plan", o primeiro single de Scorpion, no primeiro lugar da tabela musical oficial de singles norte-americana, o artista revelou o título do seu  álbum, lançado em 29 de junho de 2018. "I'm Upset" foi lançado em 26 de maio como o terceiro single de Scorpion, que foi finalmente lançado como um álbum duplo. De modo a promover o lançamento do álbum nos EUA, duas faixas do álbum, "Don't Matter to Me" e "In My Feelings", foram simultaneamente enviadas às principais estações de rádio rhythmic contemporary e contemporary hit em 10 de julho como o quarto e quinto singles de Scorpion, respectivamente.

## Estrutura musical e conteúdo

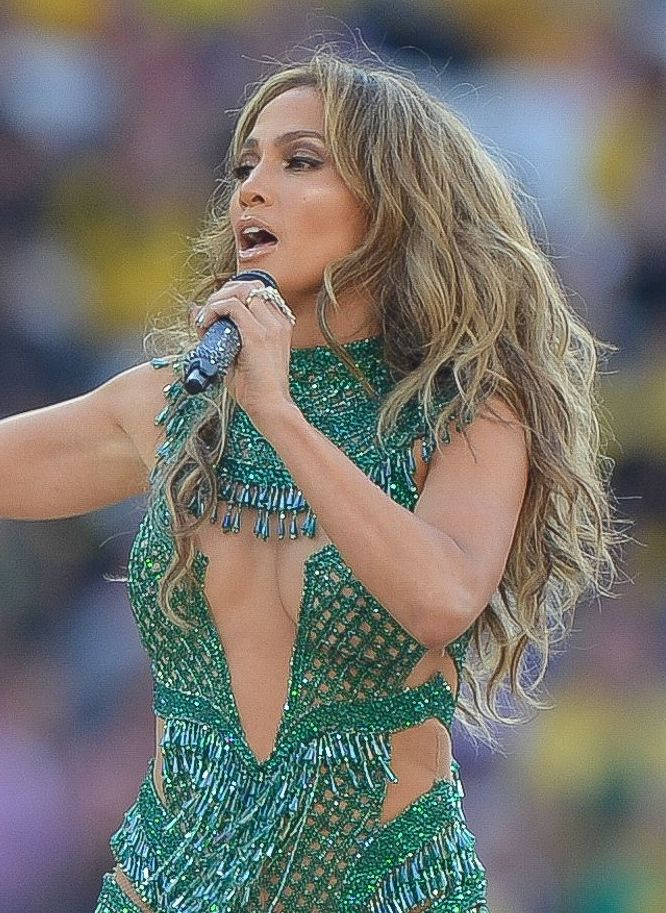
A cantora e atriz Jennifer Lopez, com quem Drake teve um breve relacionamento em 2016, é mencionada em "In My Feelings".

Descrita como uma canção "old school", "In My Feelings" é uma faixa dos gêneros musicais hip hop e bounce. A letra foi composta por Drake, Benny Workman e James Scheffer. O seu estilo musical foi comparado por vários analistas de música contemporânea ao de "Nice for What". Ao contrário do que muitos fãs opinaram, os versos "Kiki, do you love me? Are you riding?" são dedicados a K'yanna Barber, uma personalidade de redes sociais, e não Keshia Chanté, cuja alcunha também é "KiKi" e que foi a primeira namorada de Drake, assim como sua amiga de infância. Drake inclusive menciona as iniciais de Barber na faixa: "KB, do you love me? Are you riding?". Nos versos "I buy you Champagne but you love some Henny / From the block like you Jenny", Drake faz referência à entertainer Jennifer Lopez — fazendo menção à canção "Jenny from the Block" (2002), da mesma artista —, com quem o artista teve um breve relacionamento em 2016. Já o duo City Girls, constituído pelas integrantes Yung Miami ("Resha") e JT, é mencionado nos versos "Resha, do you love me? Are you riding?" e "J.T., do you love me? Are you riding?". Para além disso, as City Girls providenciaram vocais adicionais à faixa. Após o lançamento de Scorpion, Drake publicou uma vastidão de artistas que serviram de inspiração para si enquanto gravava o álbum. As City Girls foram inclusas nessa lista. Este foi o primeiro trabalho de Drake a ser produzido por TrapMoneyBenny, que também é mencionado na canção. OVO 40 e BlaqNmilD também são creditados como produtores na faixa. Contudo, segundo a entrevista dada por Benny à revista The Fader, ele "fez base da canção."
"Fui fã de Drake durante toda a minha juventude. Como é que o Drake nos conhecia? Nós somos apenas umas moças comuns do bairro. Como é que ele ouviu a nossa música? O fato de ele apenas nos acompanhar, nem sequer sabendo nós que ele conhecia nossos trabalhos, mostra que as pessoas estão realmente a prestar atenção em nós as duas. É que por isso que Drake tem sucesso. Ele não é resmungão. Ele está neste jogo há já muito tempo, é uma lenda, mas, ainda assim, está atualizado sobre o que é novo. Eu adoro o Drake."
— JT, membro do duo feminino City Girls, expressando sua reação ao ser mencionada em "In My Feelings".
Uma versão a capella de "Smoking Gun", canção da falecida rapper norte-americana Magnolia Shorty, é amostrada no breakdown de "In My Feelings" e, como resultado, a rapper, juntamente com Orville Hall e Phillip Price, foi creditada como compositora. Magnolia Shorty e Ms. Tee foram as primeiras mulheres a assinarem um contrato discográfico com editora discográfica Cash Money, por volta do mesmo tempo em que Drake também assinou o seu contrato. Uma amostra de "Lollipop" (2008), canção de Lil Wayne com participação do rapper falecido Static Major, foi também inclusa em "In My Feelings" e, por isso, Wayne, Stephen Garrett, Darius Harrison, Jim Jonsin e Rex Zamor também foram creditados como compositores no single de Drake.
A frase "I don't even care, I need a photo with Drake / Because my Instagram is weak as fuck / I'm just being real, my shit look", proferida pela personagem interpretada por Zazie Beetz em "Champagne Papi" (2018), sétimo episódio da segunda temporada da série de televisão norte-americana Atlanta, foi interpolada na faixa.

## Crítica profissional
Clayton Purdom, do portal The A.V. Club, achou que embora seja um dos pontos mais altos do álbum, "In My Feelings" não deixa de ser uma canção fraca. Ben Dandridge-Lemco, para o The Fader, escreveu que "In My Feelings" "é de longe a melhor canção em Scorpion" e, em comparação com "Nice for What", representa melhor o gênero bounce. Alexis Petridis, do The Guardian, elogiou a inclusão do monólogo de Atlanta.

## Divulgação
Em 10 de julho de 2018, Shiggy, um comediante do Instagram, publicou um vídeo no seu perfil no qual Drake fazia uma coreografia elaborada por si ao som de "In My Feelings", no palco. Nos Estados Unidos, isto inspirou uma competição de dança conhecida como "#InMyFeelingsChallenge", à qual celebridades como Ciara e o seu marido Russell Wilson, James Harden, Kevin Hart, Odell Beckham Jr., entre outros, juntaram-se através de publicações nas suas redes sociais. Tal movimento já havia gerado mais de 3,4 milhões de tweets até 16 de Julho de 2018. Contudo, em alguns países causou controvérsia e preocupação pública pois várias pessoas ficaram feridas devido ao movimento e, como consequência, a polícia criminalizou tal dança, inclusive a polícia de Mumbai, através do Twitter.Nos Estados Unidos, a canção inspirou um desafio de dança conhecido como "Shiggy Challenge" (ou "In My Feelings Challenge"), um desafio em que as pessoas, tipicamente, andam fora de veículos em movimento e dançam no trânsito.
"Não só se trata de um risco para você, a sua atitude também pode colocar a vida dos outros em risco. Deixe-se de distúrbios público ou enfrentará as consequências!"
— Aviso publicado pela polícia de Mumbai através do Twitter.
A produção para vídeo musical da canção teve início em 8 de julho de 2018, sob direção artística de Karena Evans, que também fora responsável pela realização dos vídeos musicais dos singles "God's Plan", "Nice for What" e "I'm Upset". O vídeo foi filmado em Nova Orleães e estreou em 2 de agosto seguinte de 2018 no Vevo de Drake. A personagem "Keke" é interpretada por La La Anthony. Além de assistente de produção, Shiggy faz também uma participação como dançarino. Will Smith, Dua Lipa, Ryan Seacrest e o elenco de Queer Eye também participaram no vídeo.

## Utilização na mída
A canção aparece no vídeo YouTube Rewind de 2018.

## Créditos
Os créditos seguintes foram adaptados do encarte do álbum Scorpion (2018):
- Noah "40" Shebib — produção e arranjos, gravação
- Noel "Gadget" Campbell — mixagem
  - Ronald Moonoo — assistência
- Harley Arsenault — assistência na mixagem, assistência na gravação
- Greg Moffet — assistência na mixagem, assistência na gravação
- Blaqnmild — produção e arranjos
- TrapMoneyBenny — produção e arranjos

## Desempenho nas tabelas musicais
Aquando do lançamento inicial de Scorpion nos Estados Unidos, "In My Feelings" estreou no sexto posto da tabela musical oficial de singles, juntamente com outras seis faixas do álbum, segundo a publicação de 14 de Julho de 2018 da revista Billboard. Na semana seguinte, o single vendeu 89 mil unidades digitais e foi reproduzido 71,7 milhões de vezes nos serviços de streaming, saltando para o primeiro posto da tabela e removendo "Nice for What" do topo. Esse acontecimento marcou a quarta vez em que um artista consegue se substituir a si próprio no topo da tabela, após Justin Bieber, The Beatles e Usher terem conseguido o mesmo feito. Além disso, "In My Feelings" é a sexta canção que Drake consegue posicionar no cume da tabela de singles dos EUA e a quarta na qual é creditado como artista principal que consegue tal feito. Ademais, com "In My Feelings" Drake ultrapassou Diddy, Eminem e Ludacris como o rapper com mais semanas no número um nos EUA e bateu o recorde como o artista que mais semanas (29 semanas) passou no número da Billboard Hot 100 em um único ano. Anteriormente o recorde pertencia a Usher, que em 2004 passou 28 semanas no nº 1 da Hot 100. Em termos de álbuns com temas que, no seu conjunto, mais semanas tenham passado no nº 1, Drake ultrapassou não as 29 semanas de Usher, como as 29 semanas que temas do álbum The E.N.D., do grupo The Black Eyed Peas passaram na liderança daquela tabela (com "Boom Boom Pow" e "I Gotta Feeling" em 2009 e "Imma Be" em 2010). Foi igualmente com "In My Feelings" que o rapper e cantor do Canadá se tornou o primeiro artista a posicionar três canções no número um dos EUA no mesmo ano desde Katy Perry em 2010 e o primeiro artista masculino a conseguir essa mesma proeza desde Usher em 2004. Mais: com o 5º single de Scorpion, Drake passou a ser o segundo artista, depois do grupo Boyz II Men, a conseguir com que três canções suas ficassem pelo menos 10 semanas no nº 1 da Hot 100 (para além de "In My Feelings", também "One Dance" e "God's Plan" conseguiram liderar a principal tabela de êxitos americana durante pelo menos 10 semanas). Com "In My Feelings" e "God's Plan", Drake passou a ser o único artista a solo na história da Hot 100 a possuir dois temas que tenham passado pelo menos 10 semanas no cume daquela tabela e o primeiro artistas desde The Black Eyed Peas, com "Boom Boom Pow" e "I Gotta a Feeling", em 2009. Tendo "God's Plan" e "In My Feelings" passado pelo menos 10 semanas no nº 1 da Hot 100, Scorpion junta-se a The E.N.D. (2009), do grupo The Black Eyed Peas, e a Supernatural (1999), de Carlos Santana, como os únicos álbuns que incluam temas que tenham alcançado esse feito. Na história da Hot 100, apenas Mariah Carey, Rihanna, The Beatles e Boyz II Men conseguiram passar mais semanas no nº 1 da Hot 100, com 79, 60, 59 e 50 semanas, respectivamente.
Na sua segunda semana na tabela americana de R&B e Hip-Hop — na qual Drake continua em segundo lugar como o artista com o maior total de números uns, com dezanove canções, perdendo apenas para Aretha Franklin e Stevie Wonder, ambos com vinte canções — saltou do nº 5 para o nº 1, onde continua. Na tabela americana de Rap, foi com "In My Feelings" que Drake qual conseguiu o seu vigésimo número um, feito que mais nenhum artista conseguiu alcançar nessa tabela.
No Canadá, a canção estreou no número nove aquando do lançamento inicial de Scorpion, saltando também para o primeiro posto na semana seguinte, na qual foi o tema com o maior ganho em vendas digitais.
No Reino Unido, devido ao sucesso do #InMyFeelingsChallenge,"In My Feelings" tornou-se no terceiro número um de Drake em 2018, após "Nice for What" e "God's Plan", marcando a primeira vez que um artista consegue tal feito desde Justin Bieber, em 2015. Além disso, a canção passou também a ser o seu quinto número um como artista principal no Reino Unido.
| Tabela musical                                                                               | Posição máxima |
| -------------------------------------------------------------------------------------------- | -------------- |
| Alemanha — Top 100 Single (Offizielle Deutsche Charts)                                       | 4              |
| Argentina — Top 20 Anglo (Monitor Latino)                                                    | 12             |
| Austrália — ARIA Top 100 Singles Chart                                                       | 1              |
| Austrália — ARIA Top 40 Urban Singles Chart                                                  | 1              |
| Áustria — Ö3 Austria Top 40                                                                  | 3              |
| Bélgica (Flandres) — Top 50 Singles (Ultratop)                                               | 6              |
| Bélgica (Valónia) — Top 50 Singles (Ultratop)                                                | 12             |
| Brasil — Hot 100 Airplay (Billboard)                                                         | 66             |
| Brasil — Top 50 Streaming (Pro-Música Brasil)                                                | 8              |
| Canadá — Hot 100 (Billboard)                                                                 | 1              |
| Dinamarca — Single Top-40 (Hitlisten)                                                        | 1              |
| Escócia — Singles Sales Chart Top 100 (The Official Charts Company)                          | 2              |
| Eslováquia — Singles Digitál Top 100 (FIIF)                                                  | 1              |
| Espanha — Productores de Música de España                                                    | 8              |
| Estados Unidos — Billboard Hot 100                                                           | 1              |
| Estados Unidos — Hot R&B/Hip-Hop Songs (Billboard)                                           | 1              |
| Estados Unidos — Dance Club Songs (Billboard)                                                | 21             |
| Estados Unidos — Mainstream Top 40 (Billboard)                                               | 6              |
| Estados Unidos — Rhythmic Songs (Billboard)                                                  | 1              |
| Finlândia — Suomen virallinen singlelista                                                    | 3              |
| França — Syndicat National de l'Édition Phonographique                                       | 3              |
| Grécia — International Digital Singles Chart (Ένωση Ελλήνων Παραγωγών Ηχογραφημάτων)         | 1              |
| Hungria — Single Top 40 (Magyar Hanglemezkiadók Szövetsége)                                  | 2              |
| Hungria — Stream Top 40 (Magyar Hanglemezkiadók Szövetsége)                                  | 2              |
| Irlanda — Irish Recorded Music Association                                                   | 2              |
| Itália — Federazione Industria Musicale Italiana                                             | 5              |
| Japão — Japan Hot 100 (Billboard)                                                            | 46             |
| Líbano — The Official Lebanese Top 20                                                        | 1              |
| Malásia — Top 20 Most Streamed Singles (Persatuan Industri Rakaman Malaysia)                 | 1              |
| México — Top Streaming (AMPROFON)                                                            | 2              |
| México — Airplay (Billboard)                                                                 | 2              |
| Nova Zelândia — Recorded Music NZ                                                            | 1              |
| Países Baixos — Dutch Top 40 (Stichting Nederlandse Top 40)                                  | 1              |
| Países Baixos — Single Top 100 (MegaCharts)                                                  | 2              |
| Noruega — Topp 20 Single (VG-lista)                                                          | 3              |
| Portugal — Top 50 Singles (Associação Fonográfica Portuguesa)                                | 1              |
| Roménia — Top Airplay 100                                                                    | 19             |
| Reino Unido — Singles Chart Top 100 (The Official Charts Company)                            | 1              |
| Reino Unido — R&B Singles Chart Top 40 (The Official Charts Company)                         | 1              |
| República Checa — Singles Digitál Top 100 (Federação Internacional da Indústria Fonográfica) | 5              |
| Singapura — Top 30 Digital Streaming (Recording Industry Association Singapore)              | 1              |
| Suécia — Top Singles Top 100 (Sverigetopplistan)                                             | 1              |
| Suíça — Top Singles Top 75 (Schweizer Hitparade)                                             | 2              |

| Tabela musical (2018)                            | Posição |
| ------------------------------------------------ | ------- |
| Canadá (Canadian Hot 100)                        | 11      |
| Estados Unidos Billboard Hot 100                 | 9       |
| Estados Unidos (Billboard Hot R&B/Hip-Hop Songs) | 3       |
| Estados Unidos (Mainstream Top 40)               | 44      |
| Nova Zelândia (Recorded Music NZ)                | 35      |

| Região — Associação (Vendas)        | Certificação |
| ----------------------------------- | ------------ |
| Austrália — ARIA (70 mil)           | 3x Platina   |
| Bélgica — BEA (20 mil)              | Ouro         |
| Brasil — Pro-Música Brasil (40 mil) | Platina      |
| Canadá — Music Canada (400 mil)     | 5x Platina   |
| Espanha — PROMUSICAE (20 mil)       | Ouro         |
| França — SNEP (100 mil)             | Ouro         |
| Itália — FIMI (50 mil)              | Platina      |
| Nova Zelândia — RMNZ (30 mil)       | Platina      |
| Reino Unido — BPI (600 mil)         | Platina      |
| Suécia — GLF (40 mil)               | Platina      |